# 1820년 영국 총선
1820년 영국 총선은 조지 3세 국왕이 사망하고 조지 4세가 즉위하면서 새 의회를 소집하기 위해 치러진 선거이다. 스코틀랜드 폭동과 총리 암살 음모 사건 등의 영향으로 인해 여당인 토리당이 승리하였다.